# Grace Khuabi
Grace Khuabi (Amsterdam, 4 juli 2002), soms als Mercy Grace, is een Belgische zangeres met Congolese roots. In 2021 werd ze bekend door het winnen van The Voice van Vlaanderen.

## Biografie
Grace Khuabi werd geboren in Amsterdam, maar verhuisde op vierjarige leeftijd en veranderde hierbij meteen ook haar nationaliteit. Tot haar zevende jaar woonde ze in Antwerpen en daarna verhuisde ze naar Sint-Niklaas. In 2021 deed ze mee aan de wedstrijd The Voice van Vlaanderen waarna ze op het einde tot winnares vernoemd werd van het zevende seizoen. Ze was al bij het begin van de wedstrijd één van de favorieten.
Grace won bij The Voice een cheque van 25.000 euro en een platencontract bij Universal Music Group; waarmee ze een single zal uitbrengen.
In 2025 is ze een van de acht kandidaten voor Eurosong. 

## Discografie
Buiten de vele covers op Mercy Grace's YouTube kanaal publiceert ze verder nog liedjes op Spotify.
- 2020 - Mashup Lavils
- 2021 - Freedom
- 2022 - Rio, No Fool
- 2023 - Shake My Pain Away
- 2024 - Monsieur Mystérieux
- 2025 - Pull Up

## The Voice van Vlaanderen (seizoen 7)
Gedurende het hele seizoen streed Khuabi voor Team Natalia. Uiteindelijk heeft ze er dan ook voor gezorgd dat haar coach Natalia Druyts voor de allereerste keer The Voice meewon. Dit deed Grace aan de hand van volgende liedjes:
- The Blind Auditions: Calfiornia Dreamin - Sia
- The Knockouts: Lately - Stevie Wonder
- The Battles: Underdog - Alicia Keys
- Liveshow 1: Tous les mêmes - Stromae
- Liveshow 2 (kwartfinale): Verleden Tijd - Frenna en Me too- Meghan Trainor
- Liveshow 3 (halve finale): Jerusalema - Master KG & Eternal Flame - The Bangles
- Finale: On the Floor - Jennifer Lopez & Tous les mêmes - Stromae